# Marburger Wingolf
Der Marburger Wingolf ist eine christliche, überkonfessionelle Studentenverbindung an der Philipps-Universität Marburg. Der Marburger Wingolf wurde am 25. Februar 1847 gegründet und ist damit die älteste christliche und nichtschlagende Korporation in Marburg und dem heutigen Hessen.

## Geschichte

### Gründung und erste Jahre
Anders als die älteren Wingolfsverbindungen in Erlangen, Bonn, Berlin und Halle entstand der Marburger Wingolf nicht aus pietistischen bzw. studentischen Erbauungskränzchen, sondern aus dem Wunsch einiger Studenten, ein Gegengewicht zu den damals an den Universitäten dominierenden Corps zu schaffen. Anfangs ohne Namen und Farben, wurde die Verbindung am 25. Februar 1847 in einer Gastwirtschaft in Weidenhausen unter Anregung des Theologieprofessors Heinrich Thiersch, der Mitglied der Uttenruthia Erlangen war, von 13 Theologiestudenten gegründet; vier Stifter waren ehemalige Corpsstudenten. Anfangs eher ein Freundeskreis als eine Verbindung, wurde bald Kontakt zu den Wingolfen in Erlangen, Berlin und Halle aufgenommen und selbst der Name „Wingolf“ angenommen. Dennoch betonte der Marburger Wingolf stets seine Eigenständigkeit.
In der Revolution 1848 trat der junge Verein verstärkt auf Seiten der Konservativen hervor; so wurden zwei Wingolfiten Mitglieder der Studentenbehörde, die zur Unterstützung der Bürgergarde gebildet wurde. Am 8. März 1848 legte sich die Verbindung in Anlehnung an das Königreich Jerusalem und Gottfried von Bouillon die Farben gold-weiß-gold an. Zwar war die Korporation im Sommer 1850 mit 30 Aktiven die größte in Marburg, doch kam es zu einer Auseinandersetzung um die Duellfrage. Zwar lehnte der Marburger Wingolf das Duell ab, gab seinen Mitgliedern allerdings die Möglichkeit, sich in wichtigen Fällen für das Duell zu entscheiden. Dies und die im Dezember 1850 erfolge Zwangsauflösung aller kurhessischen Vereine führte am 13. Januar 1851 zur Abspaltung einer eher burschenschaftlich orientierten Germania (nicht mit der heutigen Burschenschaft Germania identisch) und fünf Tage später zur Neugründung des Wingolf. Diese Trennung und die 1853 endgültige Verwerfung des Duells beruhigte und einte die junge Verbindung. Die ursprünglichen Farben gold-weiß-gold wurden 1852 als Zeichen der Zugehörigkeit zum Gesamtwingolf durch dessen schwarz-weiß-gold ersetzt.

### Im Königreich Preußen 1866–1918

Zirkel des "Altwingolf"

Die Annexion des Kurfürstentum Hessen durch das Königreich Preußen nach dem Deutschen Krieg 1866 führte zu Entsetzen im Marburger Wingolf und zu Auseinandersetzungen um das zukünftige Verhältnis zu den überwiegend preußischen Bruderverbindungen. Nach heftigen Diskussionen beschloss die Verbindung im Dezember 1867 den Austritt aus dem Wingolfsbund und legte sich die „hessischen“ Farben rot-weiß-gold zu. Dies führte zum Austritt von vier in Erlangen studierenden Marburger Wingolfiten und der Gründung eines wingolfitischen Vereins in Marburg, der sich 1870 unter dem Namen „Altwingolf“ mit den Farben schwarz-weiß-gold als Verbindung konstituierte und im folgenden Jahr in den Wingolfsbund aufgenommen wurde. Viele Philister traten in den Altwingolf ein und erkannten ihn als Nachfolger der 1847 gegründeten Verbindung an. Trotz anfänglich feindlichem Verhältnis beider zueinander vereinten sich beide Verbindungen im Jahre 1875 unter den neutralen und bis heute gültigen Farben grün-weiß-gold und mit dem Beschluss, in Zukunft jede politische Betätigung auszuschließen.
In den folgenden Jahren war der Wingolf mehrmals die mitgliederstärkste Korporation in Marburg. Dies und häufig wechselnde Kneiplokale führten zum Wunsch nach einem eigenen Korporationshaus, das nach der Grundsteinlegung 1878 im Jahr 1888 fertiggestellt wurde und das erste Verbindungshaus in der Lutherstraße war. 1881 wurde der Status eines Inaktiven eingeführt und 1884 das bis heute bestehende dreiköpfige Chargenkollegium aus Senior (x), Fuchsmajor (xx) und Kneipwart (xxx) eingeführt, nachdem die Verbindung bis dato allein durch einen Präses geleitet wurde.
1900 kam es zu einem Streit um das christliche Prinzip des Marburger Wingolf mit dem in dieser Frage deutlich dogmatischeren Leipziger Wingolf, der erst 1903 beigelegt wurde. Erstmals bezeichnete sich die Korporation nun als „christliche Verbindung“, nachdem die Gründungsurkunde 1847 lediglich ein „wissenschaftlich-religiös-sittliches Element“ festlegte. Im Jahr 1904 wurde der „Verein Alter Marburger Wingolfiten“ gegründet, der erstmals alle Philister organisierte. Das grün-weiße Fuxenband besteht seit 1906. Die bis dahin hohen Aktivenzahlen sanken mit Ausbruch des Ersten Weltkriegs 1914 deutlich; insgesamt 53 Mitglieder verloren ihr Leben.

### Weimarer Republik und Zeit des Nationalsozialismus
An den Morden von Mechterstädt war kein Marburger Wingolfit beteiligt; jedoch beteiligten sich Aktive der Verbindung an militärischen Aktionen in Thüringen. Sehr hohe Mitgliederzahlen führten im Wingolfsbund zur Frage, ob das Singularitätsprinzip, wonach es in jeder Hochschulstadt nur einen Wingolf gibt, aufrechterhalten werden könne. Anders als der Tübinger Wingolf, der 1928 die Tochterverbindung Nibelungen gründete, ging Marburg zunächst einen anderen Weg und teilte die Aktivitas im selben Jahr in drei Gruppen, die von jeweils einem Fuchsmajor geleitet wurden. Diese Lösung hielt zwei Jahre, bis die in Clausthal wegen dortigem Mitgliedermangel vertagte Wingolfsverbindung 1930 nach Marburg übersiedelte. Dazu traten 26 Aktive Marburger Wingolfiten zum bis heute bestehenden „Clausthaler Wingolf zu Marburg“ über. Damit bestehen in der Stadt seither zwei wesensverschiedene Wingolfsverbindungen; seit dem Zweiten Weltkrieg ist Marburg die einzige Stadt, in der zwei aktive Wingolfsverbindungen bestehen. Ebenfalls 1930 wurde auf Grund der großen Aktivitas neben dem bestehenden Verbindungshaus in der Lutherstraße 12 das benachbarte Haus Lutherstraße 10 gekauft. Dieses wurde zusätzlich zum bestehenden Verbindungshaus genutzt.
Ab 1932 wurden vermehrt Vortrags- und Diskussionsabende veranstaltet, wobei der Schwerpunkt auf dem „Deutschtum im Ausland“ im Westen und Osten lag. Aktive Marburger und Clausthaler Wingolfiten unternahmen daher Reisen ins Saargebiet, um der dortigen Bevölkerung im Kampf gegen die „Romanisierung“ durch Frankreich beizustehen.
Der Konvent des Marburger Wingolfs lehnte es ab, sich am Tag nach der Machtübernahme der Nationalsozialisten an einem Fackelzug der Marburger Studentenschaft zu beteiligen. Zur Feier des Tages von Potsdam chargierte der Marburger Wingolf hingegen bei einem Fackelzug der Marburger Korporationen, NS-Verbände und der Reichswehr mit Fahne.
Auf Grund des politischen Drucks durch die Nationalsozialisten wurde das Haus Lutherstraße 12 im Jahre 1933 in ein Kameradschaftshaus umgewandelt und der bisherige Kneipsaal in einen Schlafsaal für Studenten umgebaut; die Lutherstraße 10 wurde weiterhin als Verbindungshaus genutzt. Im gleichen Jahr führte der Wingolf das Führerprinzip ein und ernannte den Marburger Philister Robert Rodenhauser zum Bundesführer; vor Ort gab es einen Verbindungsführer und einen Burschenführer; letzterer ernannte die drei Chargierten. Die Forderung des NSDStB, unbedingte Satisfaktion zu geben, das heißt das Duell zuzulassen, wurde entschieden abgelehnt, sodass es am 30. Oktober 1935 zur Auflösung des Marburger Wingolfs in seiner Form als Korporation kam. Es entstand der „Christliche Arbeitskreis Wingolf zu Marburg“, der allerdings aufgrund der fehlenden korporativen Form dem Wingolf wesensfremd war und daher nur bis Mai 1936 bestand.
Zweieinhalb Jahre nach seiner Auflösung konnte der Marburger Wingolf im Juni 1937 noch einmal sein 90. Stiftungsfest im ehemaligen Haus feiern, das nun Offizierskasino geworden war. Dieses Recht hatte man sich beim Verkauf des Hauses noch einräumen lassen.

### Seit dem Zweiten Weltkrieg
Nach dem Zweiten Weltkrieg verboten die Besatzungsmächte alle bis dahin bestehenden deutschen Vereinigungen, darunter die Studentenverbindungen. Der Widerstand gegen diese waren in der US-amerikanischen Besatzungszone, zu der Marburg gehörte, jedoch geringer als in den britisch und französisch besetzten Gebieten. Am 100. Stiftungstag des Marburger Wingolfs, dem 25. Februar 1947, fand mit Genehmigung der Besatzungsbehörden ein Convent der Philisterschaft statt, der den Verband der Philister des Marburger Wingolfs (VMW) neu gründete, und die ab 1935 ausgetretenen Mitglieder dazu aufforderte, ihren Austritt als gegenstandslos zu betrachten. Schnell suchte der Vorstand des VMW den Kontakt zu jungen Studenten, um die Möglichkeiten der Wiedergründung der aktiven Verbindung auszuloten. Trotz fehlender Genehmigung wurden am 101. Stiftungstag am 25. Februar 1948 die ersten Studenten in die Verbindung aufgenommen und der Marburger Wingolf damit wieder zum Leben erweckt. Am 12. Mai 1949 wurde dieser als erste Verbindung unter altem Namen vom Senat der Universität lizenziert.
Ende der 1960er Jahre sanken die Aktivenzahlen unter dem Eindruck der Studentenbewegung und es begannen Diskussionen um die Ausrichtung des Marburger Wingolfs. 
Der Marburger Wingolf war mehrmals Vorort des Wingolfsbundes, zuletzt von 2011 bis 2013, und gehört neben den Wingolfsverbindungen aus Bonn, Gießen, Kiel, Würzburg und Göttingen der „Diezer Konvention“ an, die es sich zum Ziel gesetzt hat, innerhalb des Wingolfs korporative und christliche Werte zu verteidigen und zu erneuern.

## Bekannte Mitglieder

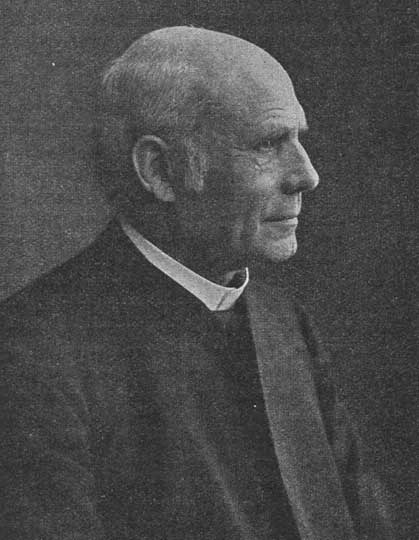
Theodor Weber
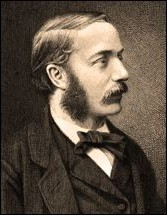
Ferdinand Justi
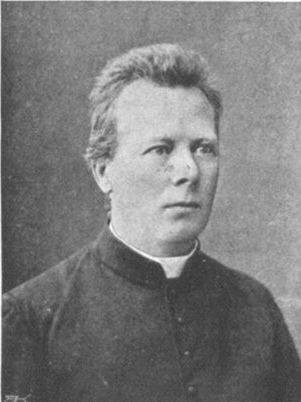
Gustav Bickell
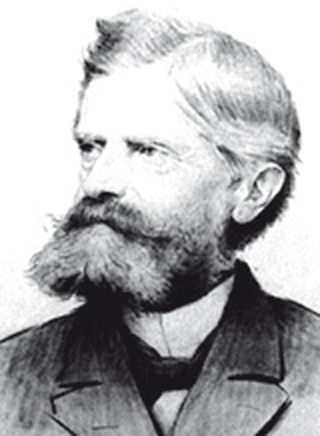
Wilhelm Walther
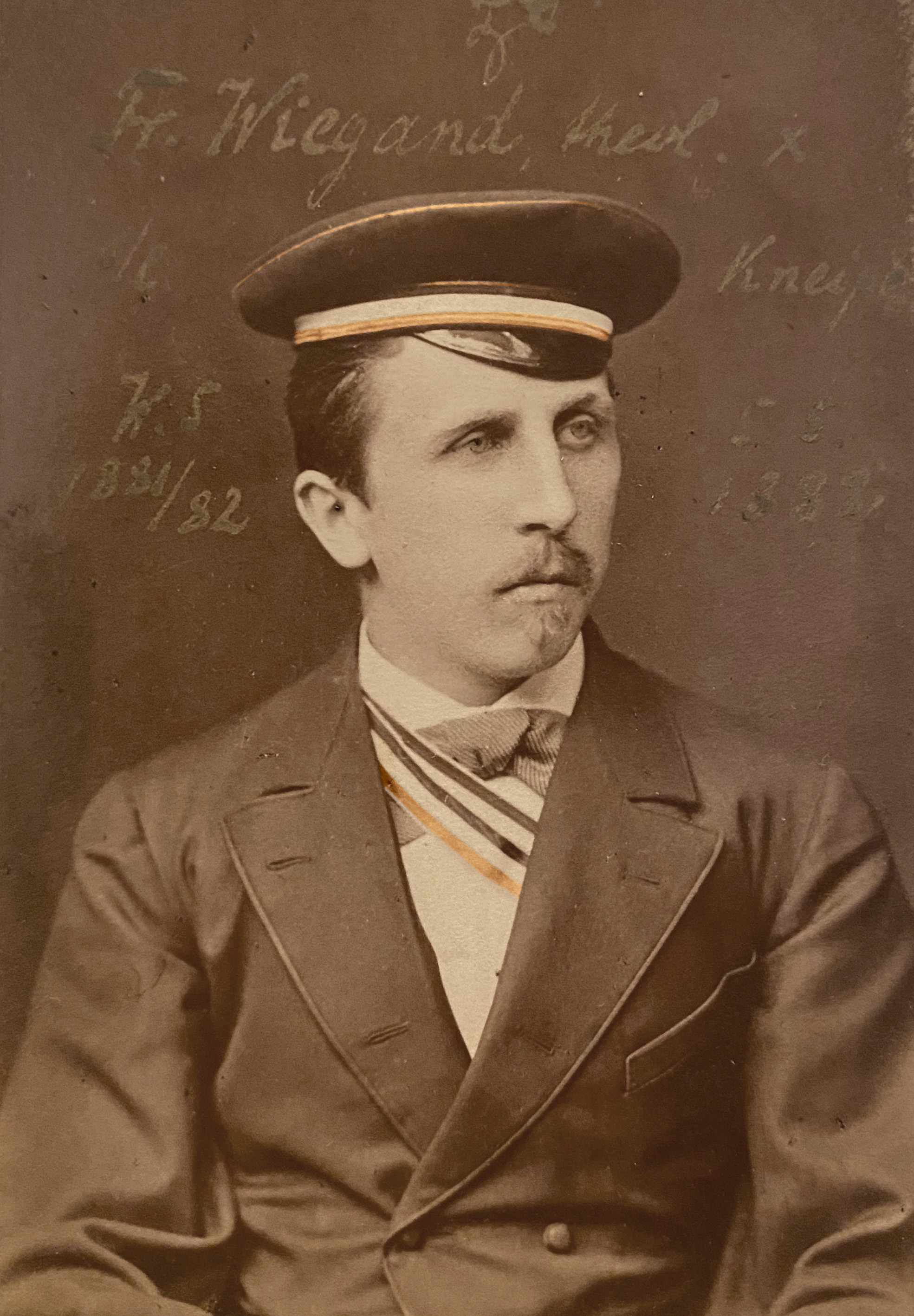
Friedrich Wiegand
Arnold Meyer
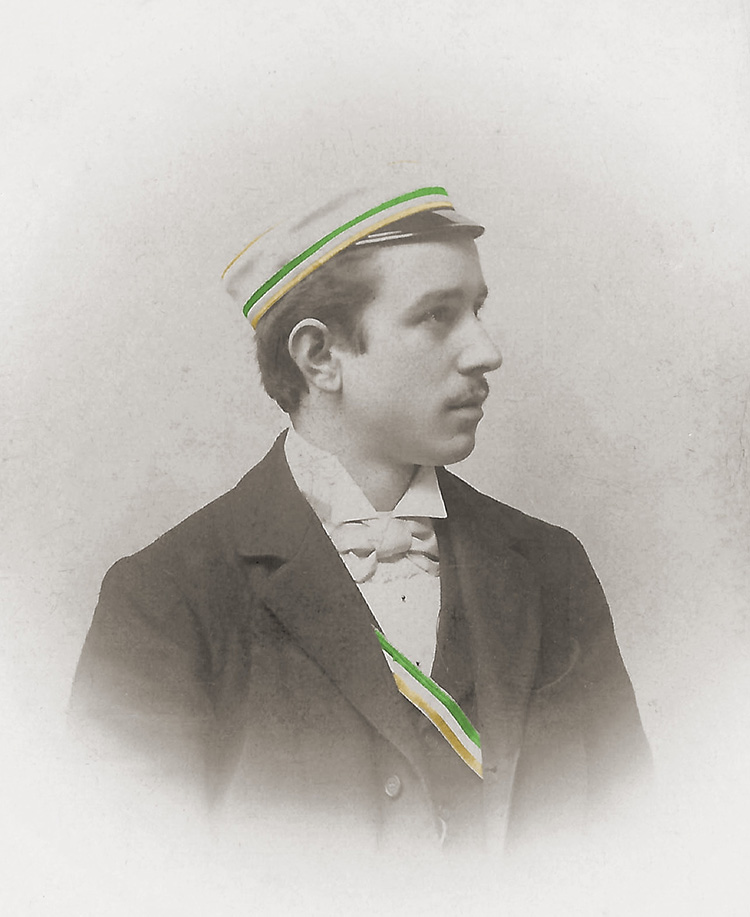
Oskar Bürgener
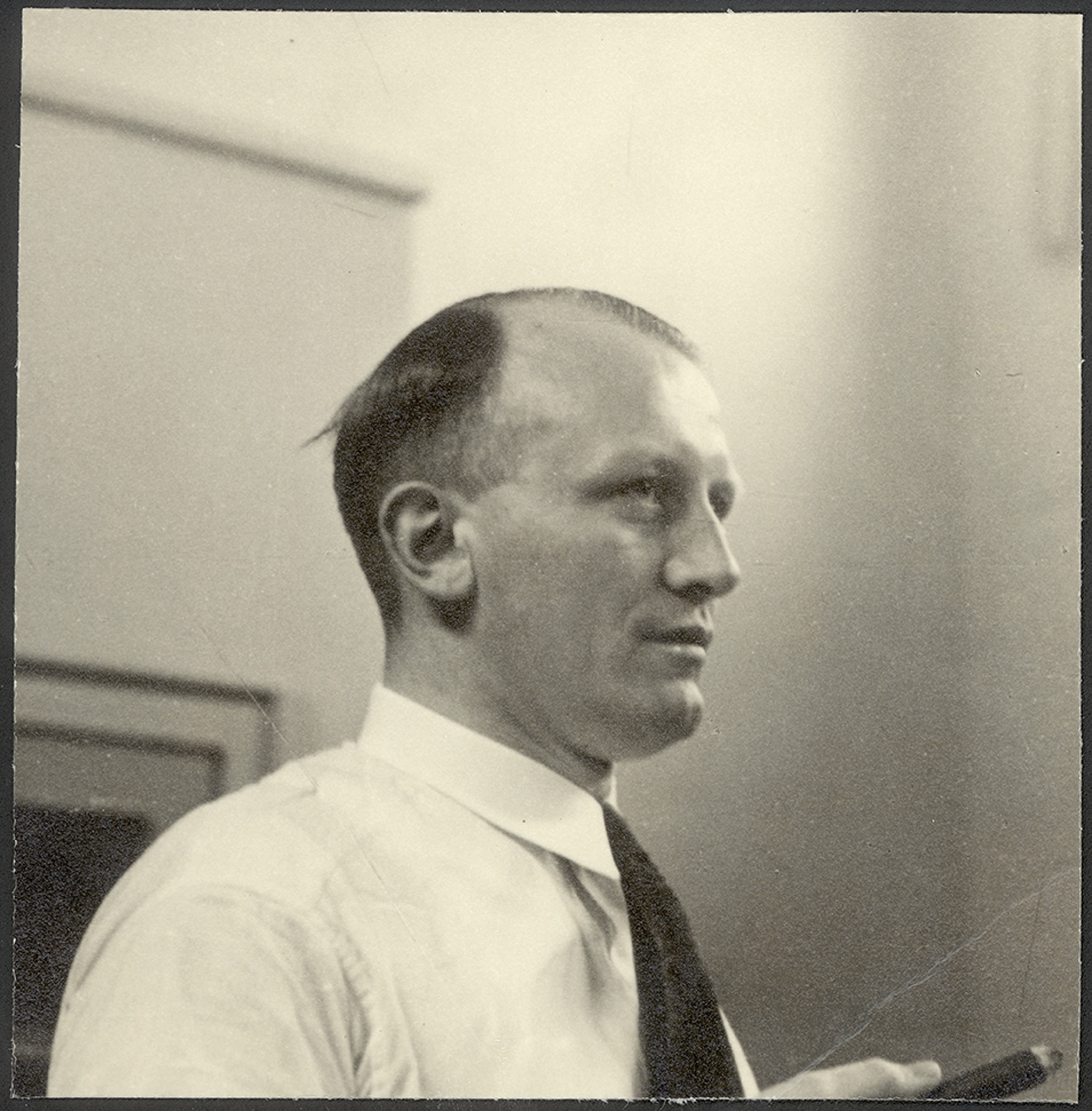
Joachim Beckmann

- Eduard Vilmar (1832–1872), luth. Theologe und Orientalist
- Theodor Weber (1836–1906), altkatholischer Bischof
- Ferdinand Justi (1837–1907), Orientalist

- Gustav Bickell (1838–1906), Orientalist und Theologe
- Wilhelm Walther (1846–1924), luth. Theologe
- Wilhelm Fabricius (1857–1942), Bibliothekar und Historiker (Ehrenmitglied)
- Hermann Volrath Hilprecht (1859–1925), Archäologe und Assyriologe
- Adam Heilmann (1860–1930), ref. Theologe
- Friedrich Wiegand (1860–1934), luth. Theologe
- Eberhard Dennert (1861–1942), Naturforscher und Philosoph
- Arnold Meyer (1861–1934), ev. Theologe
- Friedrich Mahling (1865–1933), ev. Theologe
- Heinrich Buck (1866–1939), Bibliothekar und Numismatiker
- Karl Bornhäuser (1868–1947), ev. Theologe
- Karl Heldmann (1869–1943), Historiker
- Ernst Lommatzsch (1871–1949), Klassischer Philologe
- Johannes Winkler (1874–1958), Tropenmediziner und Ethnologe
- Alfred Uckeley (1874–1955), ev. Theologe
- Oskar Bürgener (1876 1966) Gymnasiallehrer, Biologe und Botaniker.
- Bernhard Trittelvitz (1878–1969), Arzt und Schriftsteller
- Erich Waetzmann (1882–1938), Physiker, 1909 ausgetreten
- Friedrich August Pinkerneil (1890–1967), Wirtschaftsfunktionär und Politiker (DVP)
- Karl Bernhard Ritter (1890–1968), ev. Theologe
- Rudolf Detering (1892–1977), luth. Theologe
- Ludwig Clemm (1893–1975), Archivar
- Friedrich Wilhelm Schmidt (1893–1945), evangelischer Theologe, Professor für Systematische Theologie
- Rudolf Vaupel (1894–1945), Historiker und Archivdirektor
- Heinrich Josef Oberheid (1895–1977), nationalsozialistischer ev. Theologe
- Horst Neubauer (1897–1981), Richter, 1968 ausgetreten
- Paul Schneider (1897–1939), ev. Pfarrer und Widerstandskämpfer, 1921 ausgetreten
- Walter Ködderitz (1898–1980), luth. Theologe
- Karl Pawlowski (1898–1964), ev. Theologe und Unternehmer
- Friedbert Ritter (1900–1981), Chemiker und Industrieller
- Joachim Beckmann (1901–1987), ev. Theologe, 1938 ausgetreten
- Günther Harder (1902–1978), ev.  Theologe
- Walter Schäfer (1903–1979), ev. Theologe und Autor
- Otto Katz (1904–1976), ev. Theologe
- Walter Kraak (1906–1990), Lebensmittelunternehmer, Verbandsfunktionär
- Hans Bornhäuser (1908–1996), ev. Theologe
- Artur Petzoldt (1908–1972), Präsident einer Bundesbahndirektion
- Fritz Ihlau (1909–1995), Komponist
- Justus Beyer (1910–1989), Jurist
- Winfried Zeller (1911–1982), ev. Theologe (Ehrenmitglied)
- Manfred Knodt (1920–1995), ev. Theologe und Historiker
- Erwin Kuntz (1922–2017), Mediziner
- Reinhard Slenczka (1931–2022), luth. Theologe, 1958 ausgetreten
- Dietrich Bickel (1932–2020), Rechtswissenschaftler
- Johannes Baltzer (* 1933), Rechtswissenschaftler
- Helmut Bartels (1934–2016), Kinderheilkundler und Hochschullehrer
- Martin Kohlhaussen (* 1935), Manager
- Reinhard Frieling (* 1936), ev. Theologe
- Hans Otto Hahn (1936–2003), ev. Theologe
- Wolfhard Weber (* 1940), Technikhistoriker
- Reinhard Kallenbach (* 1963), Journalist